# تین‌بیئن
تین‌بیئن (به ویتنامی: Tịnh Biên) یک شهرک (شهرک در سطح شهرستان) در ویتنام است که در استان آن‌جانگ واقع شده‌است.
شهرستان تین‌بیئن (به ویتنامی: Huyện Tịnh Biên) در آوریل سال ۲۰۲۳ میلادی به «شهرک در سطح شهرستان» ارتقاء یافته، و شهرک‌های (Thị trấn) تابعهٔ آن به «ناحیه» (phường) تغییر داده شدند.

## خصوصیات
شهرک تین‌بیئن ۳۵۴٫۵۹ کیلومترمربع مساحت و ۱۴۳٬۰۹۸ نفر جمعیت دارد.

## تقسیمات اداری
شهرک تین‌بیئن به ۷ ناحیه و ۷ قصبه تقسیم شده است.
- ‌ ناحیه‌ها (Phường)
  - آن‌فو (An Phú)
  - توی‌سون (Thới Sơn)
  - تین‌بیئن (Tịnh Biên)
  - چی‌لانگ (Chi Lăng)
  - نابانگ (Nhà Bàng)
  - نون‌هینگ (Nhơn Hưng)
  - نوی‌ووی (Núi Voi)

- قصبه‌ها (xã)
  - آن‌کی (An Cư)
  - آن‌نونگ (An Nông)
  - آن‌هاو (An Hảo)
  - تان‌لاپ (Tân Lập)
  - تان‌لوی (Tân Lợi)
  - وان‌جاو (Văn Giáo)
  - وین‌چونگ (Vĩnh Trung)